# Sérgio Mattos
Sérgio Mattos (Fortaleza, 1 de julho de 1948) é um poeta, jornalista, compositor e professor universitário brasileiro.
Está radicado em Salvador desde 1959. É mestre e doutor em Comunicação pela Universidade do Texas, em Austin. Foi editor do jornal A Tarde, de Salvador e é  diretor da Associação Bahiana de Imprensa (ABI).

## Livros de poesia
- Nas Teias do Mundo (1973);
- O Vigia do Tempo (1977);
- Time's Sentinel (1979);
- Já Não Canto, Choro (I No Longer Sing, I Cry) (1980);
- Lançados ao Mar(1985);
- Asas Para Amar (1995);
- Estandarte (1995);
- Trilha Poética (1998);
- Étendard (1998);
- Fio Condutor (2006);
- Essência Poética(2011);

## Livros de prosa
- A Batalha de Natal (1978);
- Amadeu, um bandido Nordestino (2008);
- Os Funerais de Dona Camila (2008);
- As Confissões Sexuais de Maria Francisca (2008);
- Só Você Pode, Jayme: um perfil biográfico de Jayme Ramos de Queiroz (2009);
- Abre-te, Cuba! (2009);
- O Guerreiro Midiático: biografia de José Marques de Melo (2010);
- Um cidadão prestante- entrevista biográfica com Edivaldo M.Boaventura (2014);
- Vida Privada no Contexto Público (2015);[2]
- Leitura em primeira mão (2017);

## Outras obras
- Estudos de comunicação (1975);
- The Impact of Brazilian Miluitary Governmet on the Development of TV in Brazil(1980);
- The Development of Communication Policies Under The Peruvian Military Government (1981);
- The Impact of The 1964 Revolution on Brazilian Television (1982);
- Domestic an Foreign Advertising in Television and Mass Media Growth: a case study of Brazil (1982);
- Irdeb - Relatorio das aividades-1983(1984);
- Comunicação, Desenvolvimento e SegurançaNacional (1988);
- Um perfil da TV brasileira: 40 anos de historia (1990);
- Censura de Guerra: Da Criméia ao Golfo Pérsico (1991);
- A Tarde Municípios: Uma experiência jornalistica voltada para o municipalismo (1993);
- Bibliografia dos docentes do Departamento de Jornalismo: Produção científica, literária e artística (1994);
- O controle dos meios de comunicação (1996);
- A televisão e a cultura no Brasil e na Alemanha (1997);
- A televisão e as políticas regionais de comunicação (1997);
- A televisão na era da globalização (1999);
- A televisão no Brasil: 50 anos de história (2000);
- Imparcialidade é mito (2001);
- História da televisão brasileira: Uma visão econômica, social e política (2002)
- Mídia controlada: a história da censura no Brasil e no mundo (2005);
- Cidadão sem fronteiras: conceitos e principios de comunicação, ética e cidadania (2007);
- Comunicação Plural (2007);
- Memória da Imprensa Contemporânea da Bahia (2008);
- Relicário Comunicacional e Literário (2008);
- O Contexto Midiático (2009);
- A Mídia nas Páginas dos Jornais (2009);
- Jornalismo, Fonte e Opinião(2011)
- A revolução digital e os desafios da comunicação(2013)<[1]